# Inname van Dordrecht (1572)
De Inname van Dordrecht door de Watergeuzen (ook wel belegering of inneming) vond plaats op 25 juni 1572, tijdens de Tachtigjarige Oorlog.
In de jaren daaraan voorafgaande was de stad Dordrecht trouw aan het
gezag van de Spaanse koning gebleven, wat bleek uit toezeggingen van burgemeester Arent van der Mijle en raadsvoorzitter Kornelis van Beveren. Van der Mijle was in 1571 door Filips II in de adelstand verheven.

## Achtergrond

### Kettervervolging
Gedurende het jaar waren er al geloofsperikelen binnen de stad. Zo werden de kunstschilder Jan Woutersz. van Cuyck en zijn vrouw Adriana Jansdochter van Molenaarsgraaf opgepakt voor hun protestants geloof. Ze werden opgesloten in de gevangenis van de Vuilpoort, waar de schout Jan van Drencwaert de straf van de kunstschilder maar uit wilde stellen, omdat hij zich wilde verrijken aan de schilderkunst en paneel werken van Jan van Kuyk. De katholieke monniken van Dordrecht wilde de twee op de brandstapel en dat gebeurde ook op 28 maart 1572, waar de twee te midden van een menigte levend werden verbrand.

### Geuzen opkomst
Begin april 1572 was Den Briel ingenomen door de Geuzen. Dit betekende een flinke domper voor de koninklijke troepen. De handel op de waterwegen werd daarna ernstig verstoord. Het bestuur van Dordrecht zag dat de dreiging op de rivieren ingrijpend werd en hun Stapelrecht in gevaar kwam. Na de Hertog van Alva hier over geïnformeerd te hebben, nam die het besluit om de ingenieur Jean Baptiste de Tassis en de gouverneur Pieter de Quederebbe naar Dordrecht te sturen om de stad op een eventuele invasie voor te bereiden.
Ondertussen was gouverneur Bossu op weg naar Den Briel om het opnieuw in te nemen voor de regering. Deze wilde in Dordrecht een tussenstop maken na een nederlaag te hebben geleden bij Voorne, maar de toegang werd hem geweigerd omdat de meerderheid van de burgers hem geen voedsel en geld wilde verstrekken. De gouverneur trok hierop woedend verder en bestormde Rotterdam vervolgens.
Dirk Wor, een Dordtenaar die zich bij de Watergeuzen had aangesloten, leidde begin juni een klein eskader naar Dordrecht om de waterwegen rondom de stad te verkennen. Hij stak met zijn metgezellen het klooster Eemsteyn in de Zwijndrechtsewaard in brand, waarop de Spanjaarden de achtervolging inzetten. Na een kleine worsteling op de Oude Maas wist Wor te ontkomen.

## Inname

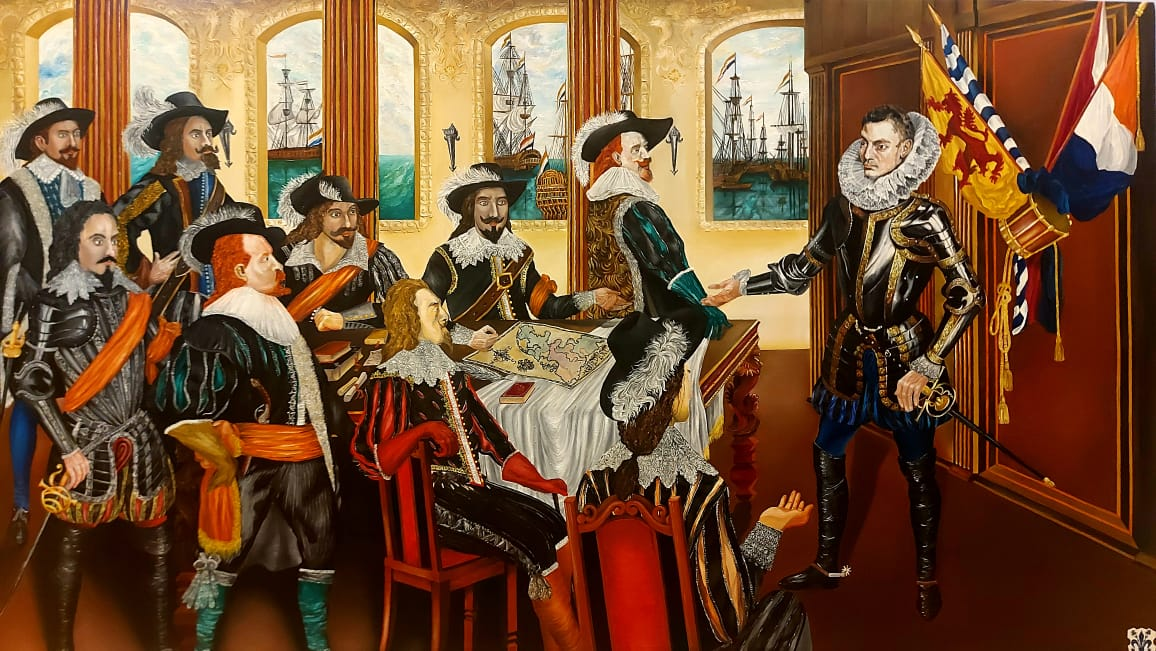
Verkiezing van Willem van Oranje tot stadhouder van Holland, Zeeland, Friesland en Utrecht tijdens een bijeenkomst in Dordrecht 1572

In het diepste geheim had Willem van Oranje in 1570 gezanten (Pieter Adriaensz van der Werff en Jorian Ypessz, predikant te Leiden) naar Dordrecht gestuurd om geld op te halen bij Oranjegezinden voor de strijd tegen Alva: 'alwaer sy eene merckelicke somme ontfingen ende vele borgers aen des Princen zijde kregen'. Zo bleef de prins ook in contact met Adriaan van Blijenburg. Toen half juni 1572 de bevolking steeds meer te lijden had onder het voedseltekort en merendeels gevoed werd door de eigen kooplieden, kwamen de bestuurders tot het besluit om de hulp van de Geuzen in te roepen. Twee kooplieden (waaronder Hendrik van Hazeldonk) verlieten Dordrecht op 20 juni en begaven zich naar Den Briel. Daar werd met Admiraal Lumey gesproken of hij de stad Dordrecht wilde ontzetten. Deze twijfelde geen moment en gaf deze operatie aan zijn luitenant Bartholt Entens van Mentheda, die met 30 schepen naar Papendrecht trok en daar voor anker ging.
In het Wilgenbos vond er 's avonds 23 juni overleg plaats hoe de stad in te nemen. De volgende ochtend kwam er een brief binnen bij de geuzenvloot, persoonlijk van Willem van Oranje. Daarin stond dat er een vermeende overeenkomst was gesloten met het stadsbestuur. Ook het stadsbestuur had deze brief gekregen. Dit bestuur was al verdeeld en de bestuurders de Tassis en Quaderebbe hadden de stad al verlaten.
Hoofdbestuurder Arent van der Mijle kon onder deze druk niet anders doen dan Willem van Oranje erkennen als stadhouder, waarop de havenpoort op 25 juni werd geopend en de Geuzen binnen konden varen. Echter liet de schout Jan van Drenckwaert een schot lossen waarop het voorgenomen vredesverdrag even escaleerde. De Geuzenvloot wist met ondersteuning van de burgers en poortschutters het overige regeringsgezinde garnizoen binnen enkele uren uit te schakelen. Het bestuur en geuzenleider Mentheda tekenden daarna het verdrag.

## Nasleep
Na het ondertekenen van het verdrag trok de Mentheda met 200 van zijn krijgsmannen de stad in om verdere tegenstand te onderdrukken. Veel katholiek gezinden vluchtten weg, ternauwernood de stad uit en werden ook wel glippers genoemd. Een groot aantal van deze katholieken dacht dat de stad door de Spaanse koning al gauw weer in ere hersteld zou worden, maar kwamen bedrogen uit. De gouverneur Pieter de Quaderebbe, heer van Loven werd gevangengenomen en naar de gevangenis van Buren gebracht, waar hij ook overleed. Ook broeder Franciscus Mierbecanus, hoofd van het Minderbroedersklooster en broeder Johannes Crabbius, hoofd van het Augustijnenklooster werden gevangengenomen door de mannen van Mentheda.
Willem van Oranje zond Maximiliaan van Horne, heer van Boxmeer als afgezant-gouverneur naar Dordrecht om orde op zaken te stellen. De eerste gereformeerde predicatiedienst werd gehouden in de Clooverniersdoelen onder de lindenboom door raadsvoorzitter Kornelis van Beveren, waarbij het eerste kind werd gedoopt in de nieuw aangenomen religie.
Jean Baptist de Tasis was al de stad uit voor de inname en zou een paar jaar later zich nog doen gelden bij de Slag bij Amerongen (1585). Luitenant Van Mentheda gaf zijn adjudant Martinus Brandts de opdracht om diezelfde dag Gorinchem in te nemen. Dit vond plaats een dag later op 26 juni. Bij deze inname werden 19 monniken en priesters gevangengenomen die bekendstaan als de Martelaren van Gorcum. Dordrecht erkende Willem van Oranje als stadhouder en er zou daarna nooit meer een poging ondernomen worden om de stad opnieuw in te nemen tijdens de Tachtigjarige Oorlog. Adriaan van Blijenburg werd kort na het vertrek van Arent van der Mijle benoemd tot burgemeester van Dordrecht.